# Virgin Australia
Virgin Australia là hãng hàng không giá rẻ của Úc, cũng là hãng hàng không lớn thứ 2 tại Úc. Nó được thành lập bởi một doanh nhân người Anh Richard Branson, người sáng lập Tập đoàn Virgin (Virgin Group).

## Điểm đến

### Australia
- Canberra - Sân bay quốc tế Canberra

### New South Wales
- Ballina - Sân bay Ballina
- Coffs Harbour - Sân bay Coffs Harbour
- Newcastle - Sân bay Newcastle
- Sydney - Sân bay quốc tế Kingsford Smith

### Northern Territory
- Darwin - Sân bay quốc tế Darwin

### Queensland
- Brisbane - Sân bay Brisbane
- Cairns - Sân bay quốc tế Cairns
- Gold Coast - Sân bay Gold Coast
- Hamilton Island - Hamilton Island Airport
- Hervey Bay - Sân bay Hervey Bay
- Mackay - Sân bay Mackay
- Rockhampton - Sân bay Rockhampton
- Sunshine Coast - Sân bay Sunshine Coast
- Townsville - Sân bay quốc tế Townsville
- Whitsunday Coast (Proserpine) - Sân bay Proserpine/Whitsunday CoastVirgin Blue Boeing 737 ở sân bay Melbourne

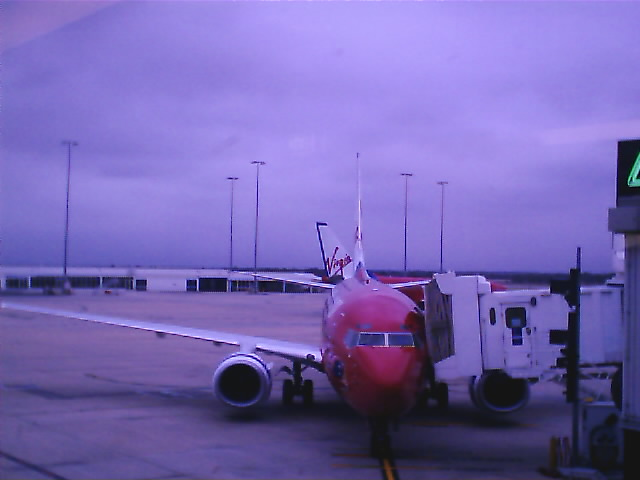
Virgin Blue Boeing 737 ở sân bay Melbourne

### Nam Australia
- Adelaide - Sân bay quốc tế Adelaide

### Tasmania
- Hobart - Sân bay quốc tế Hobart
- Launceston - Sân bay Launceston

### Victoria
- Melbourne - Sân bay Melbourne

### Western Australia
- Broome - Broome International Airport
- Perth - Perth Airport

## Hãng bị sụp đổ vì dịch Covid-19
Virgin Australia đã cho 80% trong tổng số 10.000 nhân viên nghỉ việc. Hãng sẽ tiếp tục vận hành các chuyến bay chở nhân viên y tế, hàng hóa và đưa người Australia từ nước ngoài hồi hương.
Tính đến cuối năm 2019, Virgin Australia nợ tới 3,2 tỷ USD. Thời gian qua, công ty này kêu gọi chính phủ Australia cho vay 885 triệu USD để sống sót qua khủng hoảng. Cổ phiếu của công ty bị ngừng giao dịch hồi đầu tháng này.
Hôm 20/4/2020, nhà sáng lập Virgin Group Richard Branson kêu gọi chính phủ Australia và Anh hỗ trợ tài chính để cứu Virgin Australia và Virgin Atlantic. "Nếu Virgin Australia biến mất, Qantas sẽ độc quyền thống trị bầu trời Australia", ông nhấn mạnh.
Đến nay, doanh nhân Branson đã bơm 250 triệu USD vào các công ty thuộc Virgin Group để đối phó với đại dịch. Ông tuyên bố sẽ dùng hòn đảo Necker ở Caribbean làm tài sản thế chấp để vay tiền từ chính phủ. Virgin Atlantic muốn vay từ chính phủ Anh.